# Салаватов, Алим Паша Канбулатович
Алимпаша Канбулатович Салаватов (29 октября 1901, Аксай, Дагестанская область, Российская империя — 1942, Севастополь, СССР) — кумыкский поэт и драматург.

## Биография
Родился в селении Аксай в семье резчика по камню Канболата. Литературным творчеством Салаватов начал заниматься ещё в 1914—1915 годах, а в 1925 году в Даггосиздательстве вышел его первый сборник стихов «Первая часть» («Начало»), а уже в 1930 г. — «Избранные стихи». Окончил в 1927 году педагогический институт в Баку. В 1931 году был назначен первым директором хасавюртовского педагогического колледжа. Работал учителем. Долгое время Алимпаша Салаватов занимался сбором фольклора и материалов о основоположнике кумыкской поэзии Ирчи Казаке. Член Союза писателей СССР с 1936 года. В 1941 году после начала Великой Отечественной войны Салаватов добровольно уходит в армию, в 1942 году погиб в бою на Крымском фронте.

## Основные произведения

### Пьесы
- «Красные партизаны» (1933)
- «Айгази» (поставлена в 1940)
- «Карачач» (1940)

## Книги стихов
- «Первая часть»
- «Вторая часть

## Память
- В честь Алимпаши Салаватова названа одна из улиц Махачкалы.
- Избербашское педагогическое училище (бывшее Буйнакское)
- Кумыкский музыкально-драматический театр.